# Сабина Шурјан
Сабина Шурјан (Бечеј, 10. април 2000) српска је стонотенисерка.

## Биографија
Стони тенис је почела да игра са шест година у Бачком Градишту. У кадетском и јуниорском узрасту освојила је укупно шест медаља на европским првенствима. Такође је освојила и златну медаљу на Европском Топ 10 за јуниорке, такмичењу најбоље рангираних на крају сезоне, где је забележила свих 9 победа. Током 2018. се квалификовала и за III Олимпијске игре младих у Буенос Ајресу, као први представник Србије у стоном тенису, било мушком или женском, у историји овог такмичења. Медаља јој је измакла у тимском миксу, где је наступала са Швеђанином Трулсом Морегардом, иако су водили 9—7 у одлучујућем петом сету меча за бронзану медаљу на крају губе на разлику 11—13. Јуниорску каријеру је завршила као првопласирана на европској ранг листи и трећепласирана на светској ранг листи.
За сениорску репрезентацију Србије дебитовала је на Светском тимском првенству 2018. године, а исте године дебитовала и на Европском првенству у дисциплинама сингл и дубл. У априлу 2019. године на Светском првенству у Будимпешти стигла је до другог кола у синглу и тако се нашла међу 64 најбоље стонотенисерке на свету. Већ следећег месеца освојила је своју прву сениорску међународну медаљу у пару са саиграчицом из репрезентације, Изабелом Лупулеску, бронзу на турниру Србија опен из ИТТФ Челенџ серије.
Најбољи пласман на светској ранг листи имала је септембра 2019. када је била на 115. месту.